# Lungulețu
Lungulețu es una comuna ubicada en el distrito de Dâmbovița, Rumania.

## Superficie
Posee una superficie de 37,46 kilómetros cuadrados.

## Demografía
Hasta 2021 la población era de 5289 habitantes, con una densidad de población de 141,2 habitantes por kilómetro cuadrado.